# كويا (درعا)
كويا أو الكوية قرية سورية تتبع ناحية الشجرة في منطقة درعا في محافظة درعا. بلغ عدد سكانها 2,025 نسمة في عام 2004 حسب إحصاء المكتب المركزي للإحصاء.

## تاريخ
في عام 1596، ظهرت كويا في سجلات الضرائب العثمانية كجزء من ناحية جولان شرقي في قضاء حوران. كان عدد سكانها من المسلمين فقط ويتألف من 8 أسر و2 من العزاب. تم دفع معدل ضريبة ثابت بنسبة 25٪ على القمح (1500 آقجة) والشعير (900 آقجة) والمحاصيل الصيفية (200 آقجة) والماعز و/أو خلايا النحل (100 آقجة)، بالإضافة إلى الإيرادات العرضية (100 آقجة)؛ بإجمالي 2800 آقجة.
في عام 1884، وصف عالم الآثار الأمريكي غوتليب شوماخر كويا بأنها "أكواخ بائسة من الطين والحجر" على المنحدرات الشمالية لوادي نهر اليرموك. كانت القرية مملوكة لقبيلة مناذرة البدوية جزئيًا، الذين خيموا هناك واستخدموا مساكن القرية لتخزين حبوبهم. كانت المناطق المحيطة بقرية كويا تحتوي على بساتين الرمان وكروم العنب والأراضي الزراعية والينابيع وسط أنقاض متناثرة. لاحظ شوماخر أن أهل المناذرة "زرعوا أراضي القرية بجهد كبير"، حيث زرعوا الشعير والقمح على المنحدرات والليمون والعنب والرمان والزيتون بالقرب من موقع القرية وعند مصب مجرى وادي الزياتين القريب.